# Pietole
Pietole è una frazione del comune italiano di Borgo Virgilio.
Al censimento del 21 ottobre 2001 contava 716 abitanti.

## Geografia fisica
Il centro abitato è sito a 20 m sul livello del mare.

## Storia

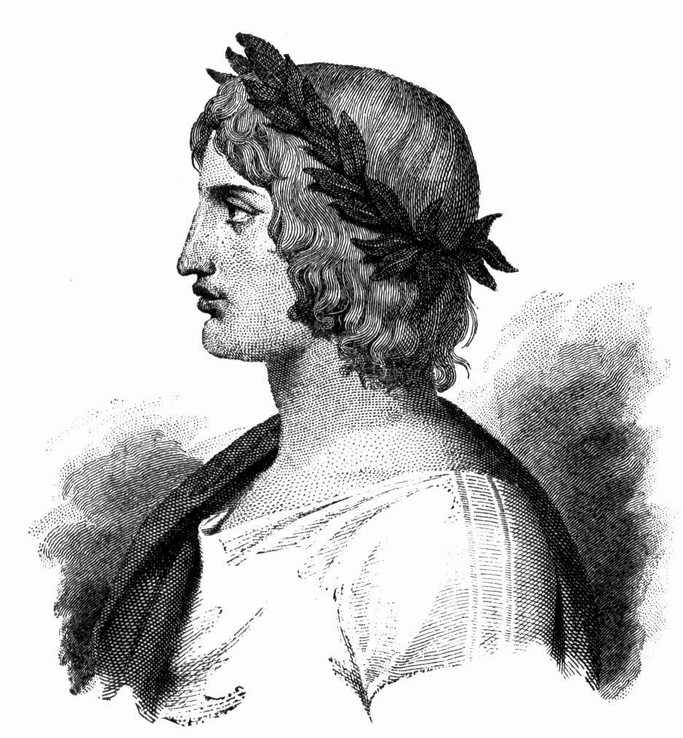
Immagine giovanile del poeta Virgilio, di profilo e con la corona di alloro, di autore ignoto.

Secondo la tradizione e i più autorevoli filologi, Pietole è stata identificata con l'antica Andes, luogo di nascita del poeta latino Virgilio, autore del celebre poema de l'Eneide.
Più precisamente Andes (dalla radice etimologica and- che indica il cammino ad anse di un corso fluviale) era il nome celtico del borgo sulla riva destra del fiume Mincio ove nacque il Sommo Poeta, borgo che, rientrato nel feudo dei Canossa che ivi costruirono l'importante pieve, nel medioevo mutò il nome in Pletule. Boccaccio la chiama Piectola. Dante nel Purgatorio la dice assai famosa (Pietola "si noma più che villa mantovana"). Pietole sembra derivare da plectae o plaectule, suo diminutivo (le curve del fiume Mincio in quel punto oppure i graticci o cannicci utilizzati nella preparazione delle palizzate fluviali). 
L'antico pagus, posto in relazione dagli studiosi con le descrizioni fatte dallo stesso Virgilio nelle sue opere, sembra avere mantenuto, dall'antichità sino alla fondazione della pieve cristiana e oltre sino ai nostri giorni, la sua forte rilevanza sacra. La tradizione sacra virgiliana di Andes/Pietole incentratasi sulle linee del paesaggio e determinati luoghi legati al Poeta, ruotava attorno al Mons Virgilii, descritto da Boccaccio come oggetto di culto non solo da parte degli abitanti del villaggio ma anche da parte dei forestieri che vi si recavano in devoto pellegrinaggio. Alcuni studiosi hanno identificato il Mons Virgilii con il dosso dove è sorto il forte militare napoleonico.
I pellegrinaggi di scrittori e viaggiatori nel paese natale di Virgilio sono testimoniati in brani letterari di Dante, Cino da Pistoia, Boccaccio, Aliprandi, Enea Silvio Piccolomini, Bremio, Tasso, Coryat, Keyssler, Breval, De Brosses, Goethe, Boswell, Richard, Beckford e molti altri. 
Mentre Pietole (ovvero l'antica Andes) rimaneva dislocata verso la riva destra del fiume, un nuovo nucleo abitativo era andato a formarsi a fine Settecento due chilometri più a sud in prossimità della Strada Romana, nuovo nucleo che veniva chiamato così Pietole Nuovo, come si può osservare nelle mappe di epoca teresiana dove si vedono i due nuclei: il più importante Pietole (ovvero l'antica Andes) dislocata verso il fiume e Pietole Nuovo in prossimità della Strada Romana. 
Ecco che con il passare degli anni il borgo di Pietole antica veniva denominata Pietole Vecchio per distinguerlo naturalmente da Pietole Nuovo. In anni recenti l'antica località di Pietole Vecchio ha ripreso il nome di Andes, mentre Pietole Nuovo ha mantenuto il nome Pietole. 
Tutta l'area di Andes/Pietole, accanto alla Riserva Naturale della Vallazza, è posta nel Parco Regionale del Mincio; si tratta di area di importanza archeologica i cui ritrovamenti sono conservati al Museo Virgiliano di Pietole (Pietole Nuovo) e al Museo Archeologico Nazionale di Mantova. Nella campagna virgiliana di Andes (Pietole Vecchio) si riconoscono atmosfere e paesaggi descritti nelle opere del Sommo Poeta, insieme a flora e fauna raccontate nelle Georgiche; molti sono i siti di interesse storico e architettonico oltre che paesaggistico; oltre al Forte, alcune corti rurali a ridosso del borgo antico sono di rilevanza storico artistica e culturale. Diversi sono i sentieri e i panorami che raccontano una storia legata alla vita di Virgilio.     
Lo spirito di Virgilio ha perdurato nella Pietole moderna dove la magnifica chiesa neoclassica di Giovanni Battista Vergani eretta dal 1833 si specchia nella colonna del monumento a Virgilio inaugurato da Carducci nel 1884.